# Csíky-kert
A Csíky-kert arborétum, dendrológiai park a Gyergyószentmiklós északkeleti részéhez tartozó területen, Hargita megyében, Romániában.
A területen jelenleg a Babeș–Bolyai Tudományegyetem kihelyezett földrajz-turisztika térképészet tagozatának épülete és a Szent Benedek Tanulmányi Ház működik.

## Földrajza
Területe 16 ha, 870–970 m tengerszint feletti magasságban fekszik. Gyergyószentmiklós központját elhagyva, a Gyilkos-tó felé vezető úton balra kell letérni, és az utca végén található a park bejárata.

## Története
Létrehozója dr. Csíky Dénes ügyvéd, botanikus. Szerette a természetet, a növényvilág rajongója volt. Megtetszett neki a későbbi Csíky-kert területe, majd örökségből megvásárolta azt. A kinézett hely közéleben feküdt a környéken legkedveltebb forrás, a Filep kútja. Ma is áll, rajta tábla hirdeti: „Ezen helyet kertté alakította Csiky Dénes”, keltezése 1884.
1884-ben fogott neki a terület kiültetésének, amivel 1909–10-ben lett kész. Sok tájidegen gyümölcsfát is meghonosított, ezzel megmutatva a helyieknek, hogy a vidéken lehetséges a gyümölcstermesztés. Összesen 185 fafajtát honosított meg, sajnos ezek jegyzéke napjainkra nem maradt fenn.
Eredetileg a fákat úgy ültették, hogy az őszi és tavaszi időszakban a különböző színű lombhullatók kirajzolták Csíky Dénes monogramját. A fák cserélődése miatt ez a jel napjainkban már nem látható.
Később az alapító Gyergyószentmiklós városának adományozta az arborétumot, de sok idő kellett elteljen, amíg teljesen a település tulajdonába került. Ez idő alatt a park állapota folyamatosan romlott, értéke csökkent.
Az Országos Társadalomrendező Intézet gondnoksága alatt a park területén tüdőszanatóriumot nyitottak gyermekek számára, a kommunizmus alatt preventórium működött ennek helyén. Az intézmény 1980-ban megszűnt.
1980 májusában a Csíky-kertet védett területté nyilvánították. Az 1980-as évek elején Rab János biológiatanár vállalkozott a kert térképének elkészítésére. 24 fa- és cserjefajt sikerült beazonosítania. Az évtized folyamán próbálkozások voltak a park feltérképezésére, a területen megtalálható növényfajok beazonosítására, azonban ez nem volt teljes mértékben sikeres.
Az 1994-ben alakult Naturland Környezetvédő Alapítvány a Tudományegyetem kihelyezett tagozatával, a Szent Benedek Tanulmányi Házzal és a Salamon Ernő Gimnáziummal közösen sikeresen megpályázta a Polgár-Társ Alapítvány és a MOL Románia közös kiírását, amely városi zöldövezetek és védett területek létrehozását, valamint karbantartását célozta meg. Ezzel elkezdődött a park rendbetétele.
2008-ban Gyergyószentmiklós tanácsa bérbe adta a területet a Babeș–Bolyai Tudományegyetemnek, ahol 1997 óta ennek kihelyezett tagozata működik. A bérbeadás célja a park hajdani arborétum jellegének visszaállítása volt. A kezdeményezés meghozta gyümölcsét: kiépítettek egy sétányt és a forrást is helyrehozták. Az arborétumot felhasználhatják az oktatás és tudományos vizsgálatok terén, valamint ritka fajokat menthetnek meg. Az egyetem tervei között szerepel egy tanösvény kialakítása is, amely a különböző magasságokra jellemző flórát mutatná be.

## Élővilága
A területen máig rengeteg gyógynövény-, virág-, fa- és cserjefaj található meg, amelyek számos turistát vonzanak. A környék madárvilága is megemlítendő, számos faj él a helyen.